# Покемон: Детектив Пикачу
„Покемон: Детектив Пикачу“ (на английски: Pokémon Detective Pikachu) е фентъзи от 2019 година на режисьора Роб Летърман. Базиран е на поредицата „Покемон“, създаден от Сатоши Таджири и служи като свободна адаптация от едноименната видеоигра през 2016 г., а сценарият е написан от Роб Летърман, Дан Ернандез, Бенджи Самит и Дерек Конъли, по идея на Ернандез, Самит и Никол Перлман. Филмът е продуциран от Legendary Pictures съвместно с Toho. Това е първия игрален филм на Покемон, както и първия игрален филм, базиран на собствеността на игра на Nintendo след „Братята Марио“ (Super Mario Bros.) през 1993 година. Райън Рейнолдс участва като гласа на Пикачу, а игралния актьорски състав се състои от Джъстис Смит, Катрин Нютон, Суки Уотърхаус, Омар Чапаро, Крис Гиър, Кен Уатанабе и Бил Наи. Сюжетът проследява амбициозния треньор Тим Гудман и едноименния покемон, докато се опитват да разкрият мистериозното изчезване на бащата на Тим, Хари.
Заснемането на филма се проведе от януари до май 2018 г. в Колорадо, Англия и Шотландия. „Детектив Пикачу“ беше пуснат в Япония на 3 май 2019 г. и в САЩ на 10 май 2019 г., разпространяван от Warner Bros. Pictures във формати RealD 3D, Dolby Cinema, IMAX, IMAX 3D, 4DX и ScreenX. Това е първият филм за „Покемон“ (Pokémon), който се разпространява театрално в Съединените щати от Pokémon Heroes (2003) и първият, разпространен от Warner Bros., след „Покемон 3: Филмът“ (Pokémon 3) (2001). Филмът получи смесени отзиви от критиците и има над 433 милиона долара в световен мащаб. Това е втората най-печеливша филмова адаптация за видеоигри за всички времена зад Warcraft, друг филм, продуциран от Legendary Pictures. Разработването на продължение беше обявено през януари 2019 г., преди пускането на филма.

## Актьорски състав
- Райън Рейнолдс:
  - Детектив Пикачу, детектив от световна класа и изключително интелигентен говорещ Пикачу, когото само Тим може да разбере. Рейнолдс изпълнява както гласа, така и заснемането на движенията на лицето за героя.
    - Икуе Отани осигурява нормалния глас на Детектив Пикачу, както се чува от гражданите на Райм Сити, различни от Тим. Отани възпроизвежда ролята си от анимационния сериал и видеоигрите за Pokémon.

  - Хари Гудмън, изгубения баща на Тим и полицейски детектив на Райм Сити.
- Джъстис Смит – Тим Гудмън, бивш треньор на покемони и застрахователен агент, който търси изчезналия си баща. Той е и партньор на детектив Пикачу и единственият човек, способен да го чуе да говори.
- Макс Финчам – малкия Тим Гудмън
- Катрин Нютън – Луси Стивънс, младши репортер, който е придружена от Psyduck.
- Суки Уотърхаус – госпожа Норман/Дито, генетично модифицираната Ditto на Хауърд, която се представя като женски бодигард, докато крие очите си със слънчеви очила.
- Омар Чапаро – Себастиан, треньор на покемони който управлява тайна битова арена на покемоните на Райм Сити и е придружен от Чаризард.
- Крис Гиър – Роджър Клифърд, синът на Хауърд, който е президент на CMN и Клифърд Индъстрийс.
- Кен Уатанабе – Детектив Хидео Йошида, ветерански полицейски лейтенант от Райми Сити и приятел на Хари, който е придружен от Snubbull. Уатанабе също озвучи своите собствени реплики в японската версия.
- Бил Наи – Хауърд Клифърд, бащата на Роджър и мечтателят с увреждания зад Райм Сити и основател на Клифърд Индъстрийс.
- Рита Ора – доктор Ан Лаурент, учен за Клифърд Индъстрийс, която експериментира Мюту.
- Каран Сони – Джак, приятел на Тим, който е треньор на покемони и го окуражава да хване своя покемон.
- Жозет Саймън – Грамс, баба на Тим, която се грижи за него след смъртта на нейната дъщеря (майката на Тим)
- Рина Хошино и Котаро Уатанабе – Мюту, изкуствен покемон, който е бил насочен от Хауърд Клифорд заради своите способности.
- Рейчъл Лилис – Jigglypuff (чрез архивен аудио запис)

Допълнително, Дипло изигра диджей, който изпълнява в покемонската арена на Себастиан. Риома Такеучи, който осигурява японски озвучаващ глас на Тим, има малка роля като треньор на покемони във видео, в който Тим гледаше. В отпадналата сцена, Роб Дилейни се появява като работник на Тим в застрахователното дружество.

## В България
В България филмът е разпространен по кината на Александра Филмс на 10 май 2019 г.
В същата година е издаден на DVD от „А Плюс Филмс“.
На 5 май 2022 г. е излъчен премиерно по bTV Comedy в четвъртък от 10:00 ч.

### Синхронен дублаж
| Роля                        | Изпълнител            |
| --------------------------- | --------------------- |
| Детектив Пикачу Хари Гудмън | Явор Караиванов       |
| Тим Гудмън                  | Иван Велчев           |
| Луси Стивънс                | Милица Гладнишка      |
| Себастиан                   | Константин Лунгов     |
| Детектив Хидео Йошида       | Христо Чешмеджиев     |
| Роджър Клифърд              | Петър Бонев           |
| Хауърд Клифърд              | Васил Бинев           |
| Мюту                        | Христо Узунов         |
| Доктор Лаурент              | Десислава Чардаклиева |
| Джак                        | Константин Каракостов |

| Обработка           | Доли Медия Студио |
| ------------------- | ----------------- |
| Преводач            | Мария Петрова     |
| Режисьор на дублажа | Даниела Горанова  |